# Chrysotypus dawsoni
Chrysotypus dawsoni är en fjärilsart som beskrevs av William Lucas Distant 1897. Chrysotypus dawsoni ingår i släktet Chrysotypus och familjen Thyrididae. Inga underarter finns listade i Catalogue of Life.